# Bombardamenti di Trapani
I bombardamenti di Trapani avvennero nel corso della seconda guerra mondiale durante oltre tre anni di guerra, dal giugno 1940 al luglio 1943. Furono pesantemente incrementati fra i mesi di gennaio e luglio 1943, per opera dei bombardieri americani e britannici, per lo sbarco in Sicilia. Complessivamente furono 28 le incursioni aeree sulla città.
Nel 1961, per questi eventi, Trapani fu insignita della Medaglia d'oro al valor civile.

## Storia
La città di Trapani nel corso della seconda guerra mondiale era un asset strategico per i rifornimenti per le truppe dell'Asse nella guerra d'Africa. Era anche porto militare di primaria importanza, essendo base sommergibilistica e della IIª Flottiglia MAS. Inoltre, in periferia vi erano due aeroporti militari: l'aeroporto di Milo e quello di Chinisia.

### 1940
Subì, poco dopo l'ingresso in guerra, un bombardamento dai francesi dell'Armée de l'air  il 22 giugno 1940. Questi partirono dalla Tunisia. 30 furono le vittime.

### 1941-1942
Da Malta giunsero invece i bombardieri della RAF il 10 novembre 1941 e il 31 maggio 1942.

### 1943
In preparazione dello sbarco in Sicilia, subì 27 bombardamenti degli angloamericani (RAF e USAAF) da gennaio a luglio 1943, con la conseguente distruzione dell'intero quartiere storico di San Pietro. Quello del 6 aprile fu pesantissimo, tanto che i quadrimotori alleati rasero al suolo l'intero quartiere del Casalicchio, tra il porto e la stazione ferroviaria.
Otto furono poi i bombardamenti solo nei primi 12 giorni di luglio.

## Danni
Secondo una stima del Genio Civile, i bombardamenti interessarono un'area di distruzione di circa 94 000 metri quadrati. Andarono distrutti circa 300 000 vani, pari al 50% della città. Furono distrutti chiese e monumenti, tra cui la chiesa di San Pietro e il teatro Garibaldi.
Le vittime civili, secondo i dati Istat, nei tre anni di guerra furono 1 123 (anche se secondo il  Quirinale furono "circa 6 mila"). Il 70% circa della popolazione trapanese era sfollato nelle campagne durante gli anni di guerra.
Le incursioni aeree che devastarono la città la collocarono al nono posto tra i capoluoghi di provincia italiani bombardati.